# Вівсянівка
Вівсяні́вка — село в Україні, у Софіївській сільській громаді Баштанського району Миколаївської області. Населення становить 281 особу. До 2018 року орган місцевого самоврядування — Баратівська сільська рада.